# Kerek-kő
A Zempléni-hegység egyik legszebb panorámájú kilátópontja, ahonnan látható a Csattantyús-hegy, a Milic-csoport, a Hegyköz-medence, a Kemence-patak völgye is. Népszerű kirándulóhely. Közelében halad el a Országos Kéktúra 26-os, istvánkúti erdészház és Eszkála-erdészház közötti szakasza. 

## Megközelítése
A Kerek-kő Regécről az Országos Kéktúra jelzésén, majd a kék∆ jelzésen 11,6 kilométeres, Háromhuta település Újhuta részéről a zöld sávon, majd a Gerendás-réttől az Országos Kéktúra jelzésén, aztán a kék∆ jelzésen 6,4 kilométeres, Makkoshotykáról az Országos Kéktúra jelzésén, majd a kék∆ jelzésen 14 kilométeres túrával érhető el.